# Walthamstow
Walthamstow es un barrio del municipio londinense de Waltham Forest. Se encuentra a unos 12 km (7,5 mi) al noreste de Charing Cross, Londres, Reino Unido. En 2011 contaba con una población de 109 424 habitantes.